# Mariënhof (Amersfoort)
Mariënhof is een voormalig klooster in Amersfoort, Nederland.

## Historie

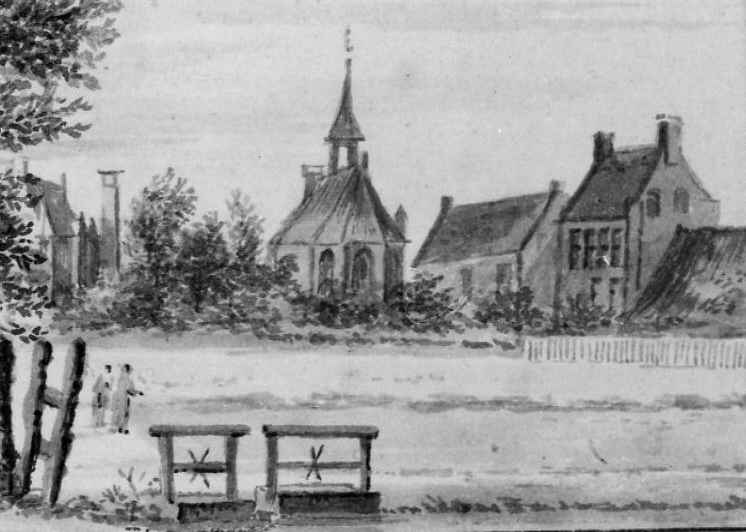
Zicht op het Burgerweeshuis (het voormalig klooster Mariënhof) in de eerste helft van de 18e eeuw

In 1479 lieten de cellezusters een klein klooster bouwen. Later werd het gebruik van het klooster gedeeld met een groep augustijner monniken, die na het sterven van de laatste cellezuster het klooster overnamen.
Omstreeks 1600 kreeg de Mariënhof een nieuwe functie, een Burgerweeshuis. Deze functie behield het klooster zo'n 300 jaar.
Van 1929 tot 1948 was er een jeugdherberg in het klooster gevestigd.
Daarna was tot ongeveer 1985 de Rijksdienst voor Oudheidkundig Bodemonderzoek gevestigd in het klooster.
In de jaren negentig werd het complex in gebruik genomen voor horeca. Bekende horecagelegenheden waren:
- Restaurant De Rôtisserie 1993-2002, Michelinster 2001[5]
- Mariënhof tot 2012, Michelinster 1996-2001[6][7][8][9]

## Huidige bestemming
In de Mariënhof zijn (2022) een restaurant en een evenementenlocatie gehuisvest.